# 弗洛里達鎮

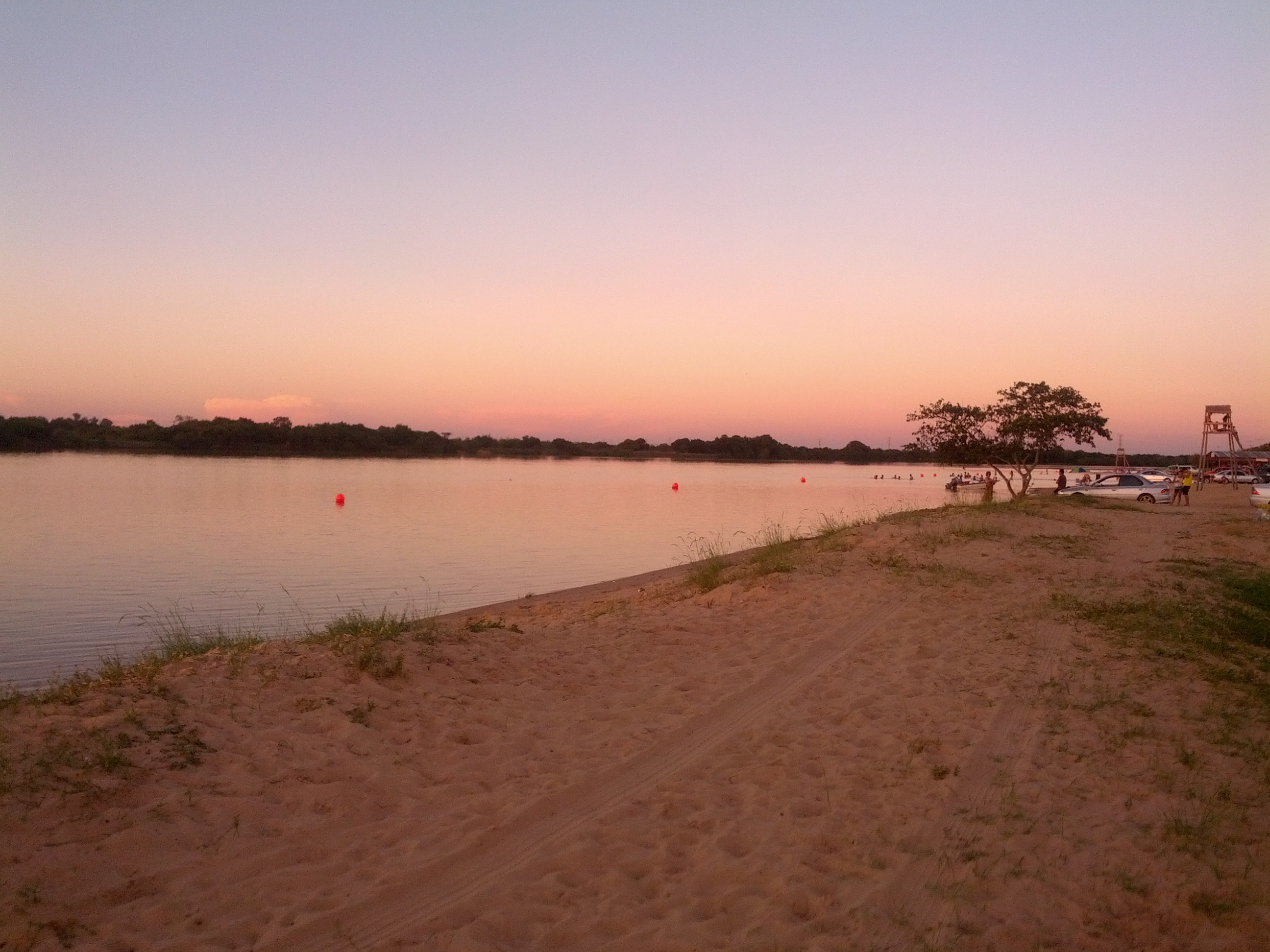

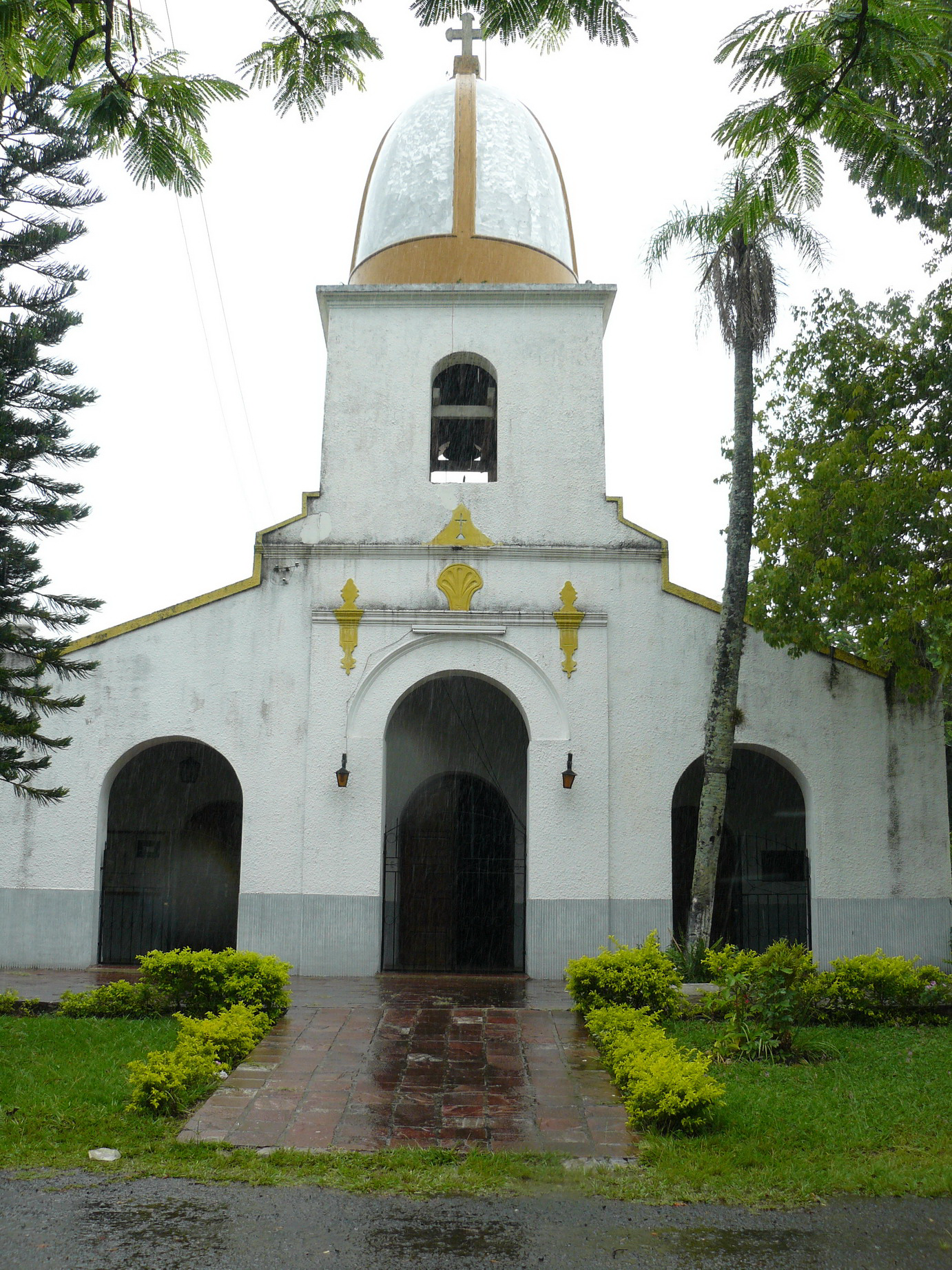

弗洛里達鎮（西班牙語：Villa Florida），是巴拉圭的城鎮，位於該國南部，由米西奧內斯省負責管轄，距離亞松森166公里，始建於1880年9月6日，面積196平方公里，海拔高度80米，2007年人口2,914，人口密度每平方公里15人。